# Alexander Os
Alexander Os (Fauske, 1980. január 21. –) norvég sílövő.
2000-től rendszeres résztvevője a különböző nagy nemzetközi versenyeknek. Pályafutása első éveiben főleg az Európa-kupában, a Junior világbajnokságokon és az Európa-bajnokságokon indult. Európa-bajnokságon 2003-ban, Forni Avoltriban nyert először érmet, a második helyen végzett az üldözőversenyen. A kontinenstornán 2006-ban érte el a legjobb eredményt, amikor egyéniben első lett.
A világkupában 2004-óta indul. Legjobb eredménye összetettben egy tizenhetedik hely volt, amit a 2008/2009-es szezon végén ért el.
Világbajnokságon 2008-ban, Svédországban vett először részt, ahol váltóval a nyolcadik lett. Egy évvel később Dél-Koreában az üldözőversenyben harmadik lett, a sprintben pedig a negyedik helyen ért célba.

## Eredményei

### Olimpia
| Év   | Világbajnokság | Versenyszám | Versenyszám | Versenyszám   | Versenyszám | Versenyszám | Versenyszám |
| Év   | Világbajnokság | Egyéni      | Sprint      | Üldözőverseny | Tömegrajtos | Váltó       |             |
| ---- | -------------- | ----------- | ----------- | ------------- | ----------- | ----------- | ----------- |
| 2010 | Vancouver      | 28          | ----        | ----          | ----        | ----        |             |

### Világbajnokság
| Év   | Világbajnokság | Versenyszám | Versenyszám | Versenyszám   | Versenyszám | Versenyszám | Versenyszám  |
| Év   | Világbajnokság | Egyéni      | Sprint      | Üldözőverseny | Tömegrajtos | Váltó       | Vegyes váltó |
| ---- | -------------- | ----------- | ----------- | ------------- | ----------- | ----------- | ------------ |
| 2008 | Östersund      | 41          | ----        | ----          | ----        | ----        | 8            |
| 2009 | Phjongcshang   | 28          | 4           | 3             | ----        | ----        | ----         |

### Világkupa
| Helyezés | 34 | 40 | 34 | 24 | 13 | 19 |

| 2006/07    | | Lahti Sprint                                                                                          | |
| 2007/08    | Hochfilzen Váltó Oberhof Váltó Phjongcshang Vegyes váltó                                              | | Phjongcshang Üldözőverseny                                                                            |
| 2008/09    | Ruhpolding Váltó                                                                                      | Östersund Egyéni Hochfilzen Sprint                                                                    | Hochfilzen Sprint Phjongcshang Üldözőverseny (VB)                                                     |
| 2009/10    | | Östersund Váltó                                                                                       | Pokljuka Egyéni                                                                                       |
| 2010/11    | Hochfilzen Váltó Hanti-Manszijszk Váltó (VB)                                                          | | Oberhof Váltó Antholz-Anterselva Váltó                                                                |
| Összesítés | Egyéni: 0 Sprint: 0 Üldözőverseny: 0 Tömegrajtos: 0 Váltó: 5 Vegyes váltó: 1 ------------ Összesen: 6 | Egyéni: 1 Sprint: 2 Üldözőverseny: 0 Tömegrajtos: 0 Váltó: 1 Vegyes váltó: 0 ------------ Összesen: 4 | Egyéni: 1 Sprint: 1 Üldözőverseny: 2 Tömegrajtos: 0 Váltó: 2 Vegyes váltó: 0 ------------ Összesen: 6 |